# Grand Prix Malajsie 2017
Grand Prix Malajsie 2017 (oficiálně 2017 Formula 1 Petronas Malaysian Grand Prix) se jela na okruhu Sepang nedaleko hlavního města Kuala Lumpur v Malajsii dne 1. října 2017. Závod byl patnáctým v pořadí v sezóně 2017 šampionátu Formule 1.
Závod byl prvním v kariéře francouzského jezdce Pierra Gaslyho, který nahradil v týmu Toro Rosso stávajícího jezdce Daniila Kvjata.

## Kvalifikace
| Poř.                        | No. | Jezdec            | Konstruktér               | Časy v kvalifikaci | Časy v kvalifikaci | Časy v kvalifikaci | Pořadí na startu |
| Poř.                        | No. | Jezdec            | Konstruktér               | Q1                 | Q2                 | Q3                 | Pořadí na startu |
| --------------------------- | --- | ----------------- | ------------------------- | ------------------ | ------------------ | ------------------ | ---------------- |
| 1                           | 44  | Lewis Hamilton    | Mercedes                  | 1:31.605           | 1:30.977           | 1:30.076           | 1                |
| 2                           | 7   | Kimi Räikkönen    | Ferrari                   | 1:32.259           | 1:30.926           | 1:30.121           | 2                |
| 3                           | 33  | Max Verstappen    | Red Bull Racing-TAG Heuer | 1:31.920           | 1:30.931           | 1:30.541           | 3                |
| 4                           | 3   | Daniel Ricciardo  | Red Bull Racing-TAG Heuer | 1:32.416           | 1:31.061           | 1:30.595           | 4                |
| 5                           | 77  | Valtteri Bottas   | Mercedes                  | 1:32.254           | 1:30.803           | 1:30.758           | 5                |
| 6                           | 31  | Esteban Ocon      | Force India-Mercedes      | 1:32.527           | 1:31.651           | 1:31.478           | 6                |
| 7                           | 2   | Stoffel Vandoorne | McLaren-Honda             | 1:32.838           | 1:31.848           | 1:31.582           | 7                |
| 8                           | 27  | Nico Hülkenberg   | Renault                   | 1:32.586           | 1:31.778           | 1:31.607           | 8                |
| 9                           | 11  | Sergio Pérez      | Force India-Mercedes      | 1:32.768           | 1:31.484           | 1:31.658           | 9                |
| 10                          | 14  | Fernando Alonso   | McLaren-Honda             | 1:33.049           | 1:32.010           | 1:31.704           | 10               |
| 11                          | 19  | Felipe Massa      | Williams-Mercedes         | 1:32.267           | 1:32.034           |                    | 11               |
| 12                          | 30  | Jolyon Palmer     | Renault                   | 1:32.576           | 1:32.100           |                    | 12               |
| 13                          | 18  | Lance Stroll      | Williams-Mercedes         | 1:33.000           | 1:32.307           |                    | 13               |
| 14                          | 55  | Carlos Sainz Jr.  | Toro Rosso                | 1:32.650           | 1:32.402           |                    | 14               |
| 15                          | 10  | Pierre Gasly      | Toro Rosso                | 1:32.547           | 1:32.558           |                    | 15               |
| 16                          | 8   | Romain Grosjean   | Haas-Ferrari              | 1:33.308           |                    |                    | 16               |
| 17                          | 20  | Kevin Magnussen   | Haas-Ferrari              | 1:33.434           |                    |                    | 17               |
| 18                          | 94  | Pascal Wehrlein   | Sauber-Ferrari            | 1:33.483           |                    |                    | 18               |
| 19                          | 9   | Marcus Ericsson   | Sauber-Ferrari            | 1:33.970           |                    |                    | 19               |
| 107 % času vítěze: 1:38.017 |     |                   |                           |                    |                    |                    |                  |
| —                           | 5   | Sebastian Vettel  | Ferrari                   | Bez času           |                    |                    | 20               |
| Zdroj:                      |     |                   |                           |                    |                    |                    |                  |

Poznámky
1. ↑  Sebastian Vettel nezaznamenal čas, kterým by se kvalifikoval ve 107 % času vítěze. Start mu byl povolen sportovními komisaři. Zároveň obdržel trest posunu o 35 míst vzad za překročení počtu povolených pohonných jednotek.

## Závod
| Poř.   | No. | Jezdec            | Konstruktér               | Počet kol | Čas/Odstoupení | Pořadí na startu | Body |
| ------ | --- | ----------------- | ------------------------- | --------- | -------------- | ---------------- | ---- |
| 1      | 33  | Max Verstappen    | Red Bull Racing-TAG Heuer | 56        | 1:30:01.290    | 3                | 25   |
| 2      | 44  | Lewis Hamilton    | Mercedes                  | 56        | +12.770        | 1                | 18   |
| 3      | 3   | Daniel Ricciardo  | Red Bull Racing-TAG Heuer | 56        | +22.519        | 4                | 15   |
| 4      | 5   | Sebastian Vettel  | Ferrari                   | 56        | +37.362        | 20               | 12   |
| 5      | 77  | Valtteri Bottas   | Mercedes                  | 56        | +56.021        | 5                | 10   |
| 6      | 11  | Sergio Pérez      | Force India-Mercedes      | 56        | +1:18.630      | 9                | 8    |
| 7      | 2   | Stoffel Vandoorne | McLaren-Honda             | 55        | +1 kolo        | 7                | 6    |
| 8      | 18  | Lance Stroll      | Williams-Mercedes         | 55        | +1 kolo        | 13               | 4    |
| 9      | 19  | Felipe Massa      | Williams-Mercedes         | 55        | +1 kolo        | 11               | 2    |
| 10     | 31  | Esteban Ocon      | Force India-Mercedes      | 55        | +1 kolo        | 6                | 1    |
| 11     | 14  | Fernando Alonso   | McLaren-Honda             | 55        | +1 kolo        | 10               |      |
| 12     | 20  | Kevin Magnussen   | Haas-Ferrari              | 55        | +1 kolo        | 17               |      |
| 13     | 8   | Romain Grosjean   | Haas-Ferrari              | 55        | +1 kolo        | 16               |      |
| 14     | 10  | Pierre Gasly      | Toro Rosso                | 55        | +1 kolo        | 15               |      |
| 15     | 30  | Jolyon Palmer     | Renault                   | 55        | +1 kolo        | 12               |      |
| 16     | 27  | Nico Hülkenberg   | Renault                   | 55        | +1 kolo        | 8                |      |
| 17     | 94  | Pascal Wehrlein   | Sauber-Ferrari            | 55        | +1 kolo        | 18               |      |
| 18     | 9   | Marcus Ericsson   | Sauber-Ferrari            | 54        | +2 kola        | 19               |      |
| Ret    | 55  | Carlos Sainz Jr.  | Toro Rosso                | 29        | Motor          | 14               |      |
| DNS    | 7   | Kimi Räikkönen    | Ferrari                   | 0         | Baterie        | —                |      |
| Zdroj: |     |                   |                           |           |                |                  |      |

Poznámky
1. ↑  Kimi Räikkönen se nestihl dostavit na start závodu kvůli problémům s pohonnou jednotkou.

## Průběžné pořadí po závodě
Pohár jezdců
- Tučně jsou vyznačeni jezdci a týmy se šancí získat titul v Poháru jezdců nebo konstruktérů.

|  | Pořadí | Jezdec           | Body |
|  | ------ | ---------------- | ---- |
|  | 1      | Lewis Hamilton   | 281  |
|  | 2      | Sebastian Vettel | 247  |
|  | 3      | Valtteri Bottas  | 222  |
|  | 4      | Daniel Ricciardo | 177  |
|  | 5      | Kimi Räikkönen   | 138  |

Pohár konstruktérů
|  | Pořadí | Konstruktér               | Body |
|  | ------ | ------------------------- | ---- |
|  | 1      | Mercedes                  | 503  |
|  | 2      | Ferrari                   | 385  |
|  | 3      | Red Bull Racing-TAG Heuer | 270  |
|  | 4      | Force India-Mercedes      | 133  |
|  | 5      | Williams-Mercedes         | 65   |